# Kościół Niepokalanego Poczęcia Najświętszej Maryi Panny w Spytkowicach
Kościół Niepokalanego Poczęcia Najświętszej Maryi Panny – rzymskokatolicki kościół parafialny należący do parafii pod tym samym wezwaniem (dekanat Rabka archidiecezji krakowskiej).
Jest to świątynia wzniesiona w 1758 roku. Ufundowana została przez Romana Sierakowskiego, chorążego krakowskiego i biskupa krakowskiego Andrzeja Załuskiego. Liczne przebudowy pozbawiły świątynię pierwotnego wyglądu, głównie pod koniec lat 70. XX wieku. Odnowiona została w 1893 roku – wykonana została wówczas polichromia przez M. Szczurowskiego, która następnie została przemalowana w 1983 roku. W 1929 roku została rozbudowana o przybudówki.

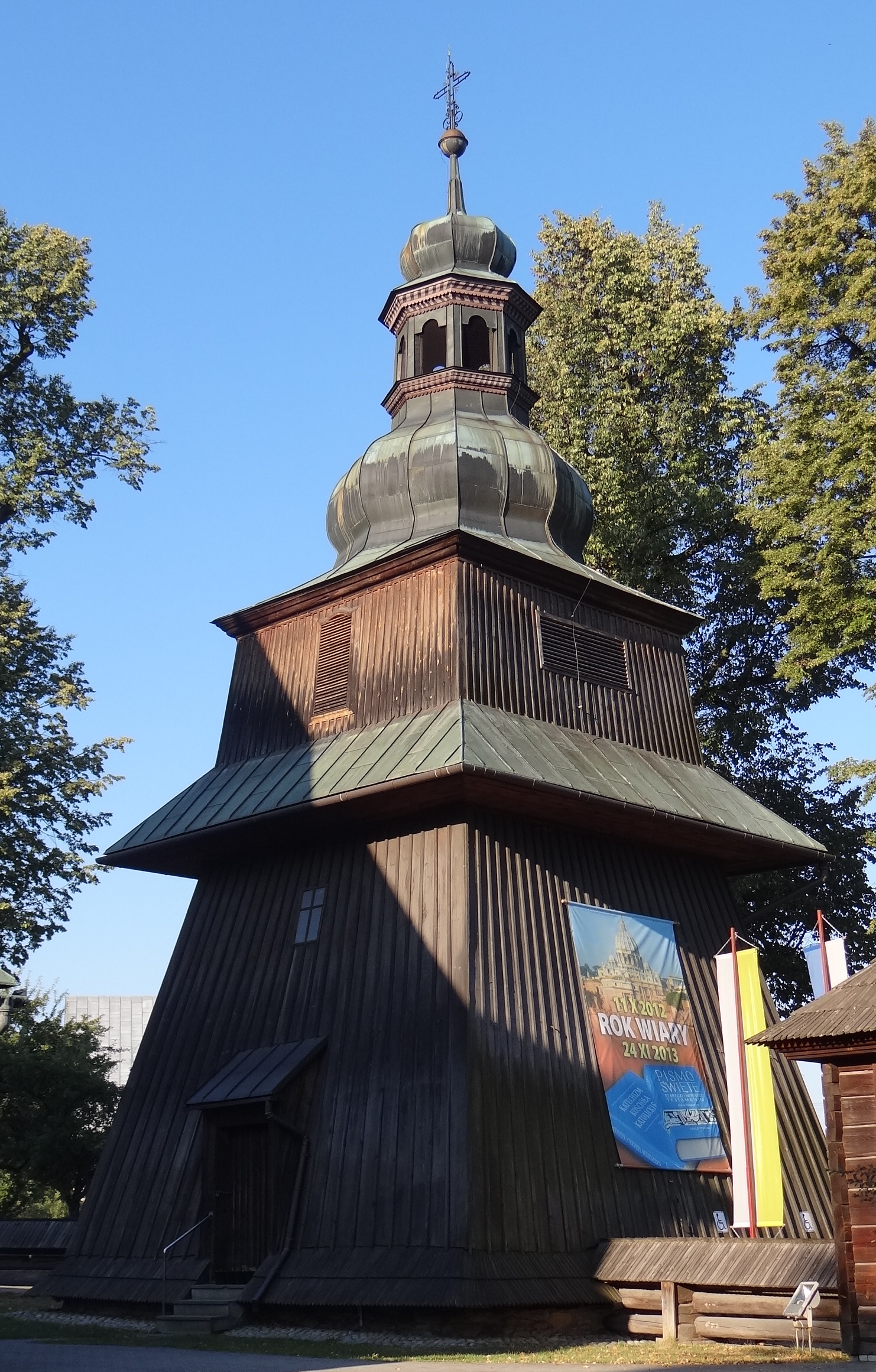
Dzwonnica

Budowla jest drewniana, jednonawowa, posiada konstrukcję zrębową. Kościół jest orientowany, wybydowany został na planie krzyża greckiego, z ramionami zamkniętymi prostokątnie o kalenicach niższych od nawy głównej. Do mniejszego prezbiterium w stosunku do nawy, zamkniętego trójbocznie, przylegają po bokach kruchta z zakrystią, natomiast na osi jest umieszczona kaplica Ogrójca wzniesiona pod koniec XIX wieku. Druga kruchta znajduje się z przodu nawy. Dach kościoła jest dwukalenicowy, pokryty blachą. Na dachu jest umieszczona wielokątna wieżyczka na sygnaturkę. Jest ona zwieńczona barokowym dachem hełmowym z latarnią. Wnętrze nakryte jest stropem w formie pozornego sklepienia kolebkowego, strop w nawie posiada odcinki płaskie po bokach i jest podparty czterema słupami. Chór muzyczny jest podparty dwoma słupami z parapetem wybrzuszonym w części centralnej. Prospekt organowy w stylu eklektycznym jest ozdobiony instrumentem wykonanym w 1904 roku przez Tomasza Falla. Współczesna polichromia została wykonana w 1983 roku i jest wzorowana na poprzedniej, pochodzącej z końca XIX wieku. W prezbiterium znajdują się wizerunki czterech Ewangelistów. Ołtarz główny w stylu rokokowym, dwa boczne, ołtarz w kaplicy i ambona powstały w połowie XVIII wieku. Kamienna chrzcielnica reprezentuje styl późnobarokowy. Stacje Drogi Krzyżowej wykonane zostały pod koniec XVIII wieku. Posąg Chrystusa Zmartwychwstałego w stylu późnobarokowym został wykonany w XVIII wieku.